# Carlo Aymonino
Carlo Aymonino (18 juliol 1926 a juliol 3, 2010) va ser un arquitecte i planificador urbà italià conegut pel conjunt d'habitatges Monte Amiata a Milà.

## Primers anys
Nascut a Roma, va estudiar a la Universitat de Roma La Sapienza, obtenint el seu títol el 1950. En els mateixos anys, també va fer pràctiques a l'estudi de Marcello Piacentini.

## Les obres d'arquitectura
L'any després de la seva graduació, va obrir el seu estudi d'arquitectura a Roma. Entre 1949 i 1954, va trebalar amb els arquitectes Mario Ridolfi i Ludovico Quaroni i va tenir la seva primera experiència professional en la construcció del complex d'habitatges la INA-Casa Tibuttino, a la Via Tiburtina de Roma, el qual és un exemple notable de l'arquitectura del Neorealisme italià.
A través d'aquesta experiència arquitectònica, va adquirir les habilitats pràctiques que seran visibles en els projectes d'habitatge posteriors. Entre altres el complex Spine Bianche de 1955, que es troba a la ciutat de Matera, i el projecte d'habitatge Tratturo dei Preti de 1957, a la ciutat de Foggia.
De 1967 a 1970, Aymonino, com a part de l'Estudi Ayde, va col·laborar amb Aldo Rossi en el disseny dels blocs d'habitatges Monte Amiata al barri Gallaratese de Milà.

## Escriptor i editor
A partir de 1954, Aymonino també va treballar com a director de la revista Il contemporani.
Entre 1957 i 1965 també va col·laborar amb la revista d'arquitectura Casabella, participant en la fi de 1950 en forts i vius debats culturals i arquitectònics.
El 1973, va publicar el llibre Abitazione Razionale: Atti de Congressos CIAM 1929-1930, una anàlisi de l'habitatge social, en el qual cataloga i analitza els plans de desenvolupament d'apartaments modernistes de ciutats europees i americanes, així com cases amb pati de més edat i cases en filera. Va ser un dels primers exemples d'una enfocament tipològic de l'arquitectura i l'urbanisme, que són fonamentals per als moviments del «Racionalisme arquitectònic» i del «Nou Urbanisme». El llibre també inclou reimpressions d'articles sobre l'habitatge social dels Congressos Internacionals d'Arquitectura Moderna (CIAM) conferències a Frankfurt el 1929 (documents de Siegfried Giedion, Ernst May, Walter Gropius, Le Corbusier, Victor Burgués), i a Brussel·les el 1930 (Giedon, Böhm i Kaufmann, Gropius, Richard Neutra i Tiège).

## Urbanisme
El 1957 Carlo Aymonino es va convertir en un dels fundadors, així com un membre de la Società di Architettura i Urbanistica - SAU.
Pel que fa a l'activitat urbanística, Aymonino va desenvolupar la idea del «Centre Direccional» com una eina capaç d'unir una ciutat amb el seu entorn. Aquest va aparèixer aplicable especialment a les tipologies urbanes reconéixibles.
Aymonino de les 1962, va posar en pràctica aquests conceptes i teories en les propostes per als centres de les ciutats de Torí i Bolonya.

## Estudi Ayde
El 1960 va fundar Estudi Ayde amb Maurizio Aymonino, el seu germà, i amb Baldo i Alessandro De Rossi.